# Seznam kenijskih pisateljev
Seznam kenijskih pisateljev.

## M
- John Mbiti

## T
- Ngũgĩ wa Thiong'o

## W
- Binyavanga Wainaina